# Opportunities (Let's Make Lots of Money)
Opportunities (Let's Make Lots of Money) är en låt av den brittiska duon Pet Shop Boys. Den släpptes som singel två gånger, 1985 och 1986. Den senare versionen, som är inkluderad på albumet Please, blev mest framgångsrik med en 11:e plats på engelska singellistan och en 10:e plats på den amerikanska.
Låten, som är en satir över Thatcherismen med statuskonsumtion och yuppies i 1980-talets Storbritannien, är ett exempel på duons ironiska låtskrivarstil.

## Utgåvor och låtförteckning
7" UK 1985 (Parlophone R6097)
A. "Opportunities (Let's Make Lots of Money)" – 3:45
B. "In the Night" – 4:50
12" UK 1985 (Parlophone 12R6097)
A. "Opportunities (Let's Make Lots of Money)" (Dance Mix) – 6:44
B. "In the Night" – 4:50
12" UK 1985 (Parlophone 12RA6097)
A. "Opportunities (Let's Make Lots of Money)" (Version Latina) – 5:29
B1. "Opportunities" (Dub for Money) – 4:54
B2. "In the Night" – 4:50
7" UK 1986 (Parlophone R6129)
A. "Opportunities (Let's Make Lots of Money)" – 3:36
B. "Was That What It Was?" – 5:18
12" UK 1986 Parlophone (12R6129)
A1. "Opportunities (Let's Make Lots of Money)" (Shep Pettibone Mastermix) – 7:18
A2. "Opportunities" (Reprise) – 4:27
B1. "Opportunities" (Original Dance Mix) – 6:45
B2. "Was That What It Was?" – 5:18